# ¿Quién te quiere a ti?
¿Quién te quiere a ti? (Engels: Who Loves You?) is een Mexicaanse film uit 1941. Sara García speelt samen met Joaquín Pardavé de hoofdrol in de film. De muziek in de film werd gecomponeerd door Manuel Esperón en Raúl Lavista.

## Rolverdeling
| Acteur            | Personage                 |
| ----------------- | ------------------------- |
| Sara García       | Doña Dolores Capilla      |
| Joaquín Pardavé   | Rogaciano Gutiérrez       |
| Isabelita Blanch  | Baldomera (la collaritos) |
| Arturo de Córdova | Manuel San Juan (Manolo)  |
| Anita Blanch      | Milagros                  |
| Amparo Morillo    | Carola                    |
| Alejandro Cobo    | Eduardo                   |
| Francisco Llopis  | Señor Perico              |
| José Arratia      | Sacerdote                 |
| Victorio Blanco   | Cliente horchateria       |
| Roberto Corell    | Pasajero en tranvía       |
| Carmen Cortés     | Clienta horchateria       |
| Manuel Dondé      | Amigo de Milagros         |
| Joaquín Roche     | Empleado tranvía          |